# Ann Petrén

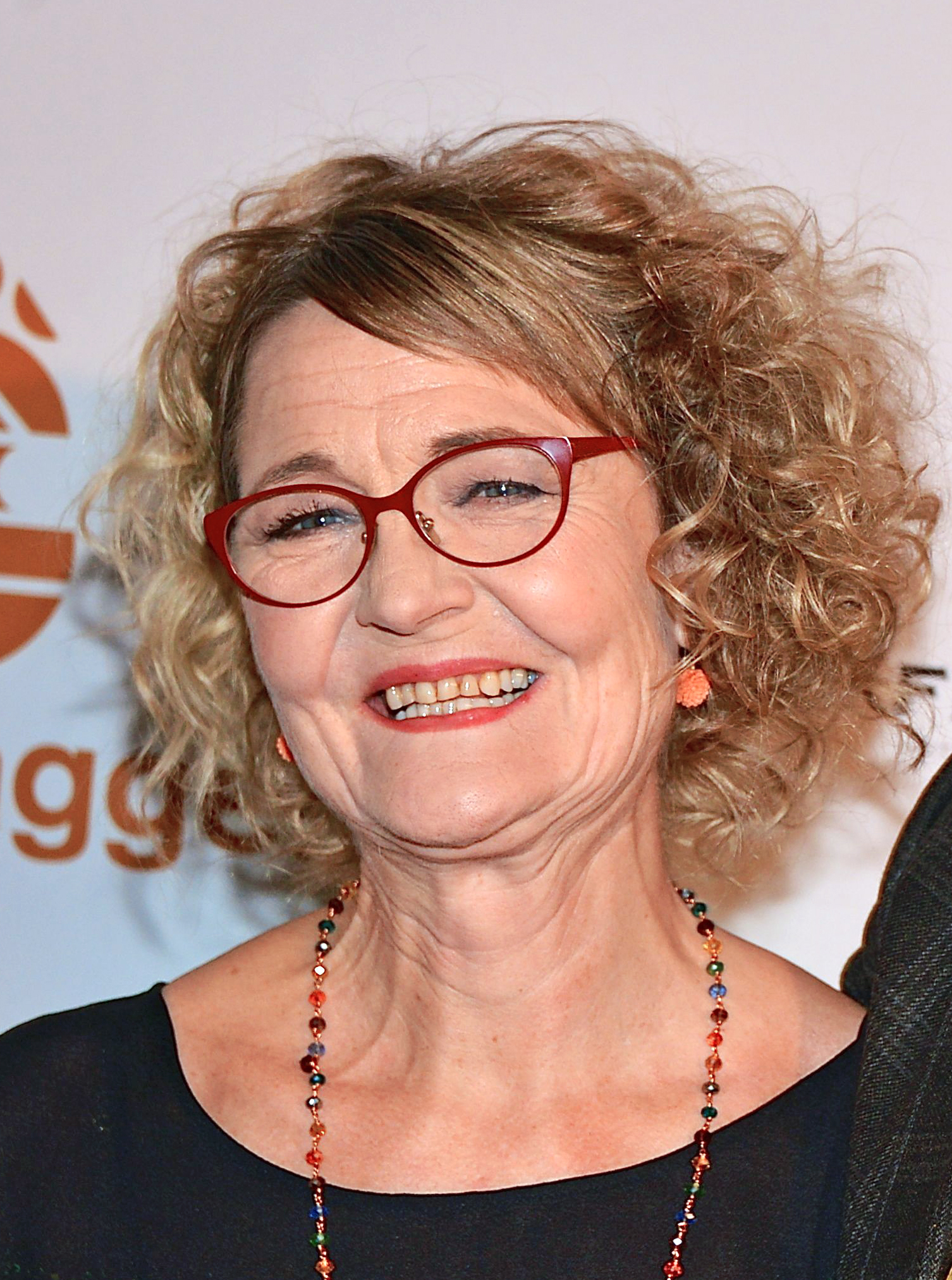
Ann Petrén (2013)

Ann Louise Maria Petrén (* 25. Mai 1954 in Västerås) ist eine schwedische Schauspielerin.

## Leben
Ann Louise Maria Petrén wurde als Tochter des Politikers Folke Petrén und von Maud Jacobsson geboren. Nachdem sie bereits während ihrer Schulzeit mit der Schauspielerei in Berührung gekommen war, entschied sie sich von 1976 bis 1979 an der Schauspielschule Teaterhögskolan in Malmö zu studieren. Nach mehreren Theaterengagements arbeitete sie ab Mitte der 1980er Jahre zunehmend in der Filmbranche. Seitdem wurde sie zweimal, für ihre Rollen in Morgengrauen und Happy End, als Beste Hauptdarstellerin mit dem schwedischen Filmpreis Guldbagge ausgezeichnet. Für ihre Rolle in Zurück nach Dalarna wurde sie 2005 als Beste Nebendarstellerin nominiert.

## Filmografie (Auswahl)
- 1986: Im Namen des Gesetzes (I lagens namn)
- 1989: Peter und Petra (Peter och Petra)
- 1992: Mein großer starker Vater (Min store tjocke far)
- 2000: Liebe in Blechdosen (Den bästa sommaren)
- 2001: Håkan Nesser – Die Frau mit dem Muttermal (Kvinna med födelsemärke)
- 2003: Morgengrauen (Om jag vänder mig om)
- 2004: Zurück nach Dalarna (Masjävlar)
- 2006: Detektivbüro LasseMaja (LasseMajas detektivbyrå)
- 2008: Die ewigen Augenblicke der Maria Larsson (Maria Larssons eviga ögonblick)
- 2009: Das Meer (Havet)
- 2010: Fräulein Bemerkenswert & ihre Karriere (Fröken Märkvärdig & Karriären)
- 2011: Happy End
- 2011: Åsa-Nisse – wälkom to Knohult
- 2013: Die Brücke – Transit in den Tod (Bron, Fernsehserie, sechs Folgen)
- 2014: HalloHallo (Hallåhallå)
- 2015: Jordskott – Die Rache des Waldes (Jordskott, Fernsehserie, zehn Folgen)
- 2017: Die Patchworkfamilie (Bonusfamiljen, Fernsehserie, zehn Folgen)
- 2018: Border
- 2020: Inland